# 五フッ化ヨウ素
五フッ化ヨウ素（ごフッかヨウそ、iodine pentafluoride）とは、ヨウ素原子が5個のフッ素原子と結びついてできるハロゲン間化合物で、分子式は IF5 と表される。無色～淡黄色の液体で、密度は 3.250 g/cm3。1891年、アンリ・モアッサン により初めて合成された。モアッサンはヨウ素の固体をフッ素ガス雰囲気下で燃焼させ、五フッ化ヨウ素を得た。この発熱反応は、改良を受けながら今も五フッ化ヨウ素の製造法として利用されている。
{\displaystyle {\ce {I2\ + 5F2 -> 2IF5}}}

## 化学的性質
五フッ化ヨウ素は強力なフッ素化剤であり、高い酸化力を持つ。水と激しく反応し、フッ化水素酸を作る。
一級アミンを五フッ化ヨウ素と反応させ、その後に水で処理するとニトリルが得られる。
{\displaystyle {\ce {R-CH2-NH2 -> R-CN}}}
−80 ℃ で単斜晶を作り、分子の構造はピラミッド型と報告されている。